# 恵那市立東野小学校
恵那市立東野小学校（えなしりつ ひがしのしょうがっこう）とは、岐阜県恵那市にある公立小学校。

## 通学区域
- 通学区域は東野村のほぼ全域（東野のごく一部には恵那市立大井小学校の通学区域がある）である。公立中学校の進学先は恵那市立恵那東中学校である[1]。

## 沿革
- 1873年（明治6年） - 東雲義校が開校。
- 1875年（明治8年） - 東野学校に改称する。
- 1887年（明治20年） - 東野簡易科小学校に改称する。
- 1888年（明治21年） - 東野尋常小学校に改称する。
- 1889年（明治22年）7月1日 - 町村制により、東野村が発足する。
- 1901年（明治34年） - 東野尋常高等小学校に改称する。
- 1903年（明治36年） - 農業補習学校を附設する。
- 1941年（昭和16年） - 東野国民学校に改称する。
- 1947年（昭和22年） - 小中併設校の東野村立東野小中学校に改称する。
- 1954年（昭和29年）4月1日 - 大井町、長島町、東野村、三郷村、武並村、笠置村、中野方村、飯地村と合併し、恵那市が発足。同時に恵那市立東野小中学校に改称する。
- 1956年（昭和31年） - 東野中学校が分離独立。恵那市立東野小学校は単独校となる。
- 1969年（昭和44年） - プールが完成。
- 1977年（昭和52年） - 校舎（鉄筋コンクリート造）が完成。
- 1982年（昭和57年） - 屋内運動場が完成。